# Internationale Sluitingsprijs
L'Internationale Sluitingsprijs (it.: Premio di chiusura internazionale) è una corsa in linea maschile e femminile di ciclocross che si svolge ogni anno a febbraio a Oostmalle, in Belgio. Dal 1995 al 2014 fece parte del calendario del GvA/Bpost Bank Trofee.

## Albo d'oro

### Uomini Elite
Aggiornato all'edizione 2021.
| Anno | Vincitore            | Secondo              | Terzo                  |
| ---- | -------------------- | -------------------- | ---------------------- |
| 1995 | Paul Herijgers       | Richard Groenendaal  | Arne Daelmans          |
| 1996 | Paul Herijgers       | Arne Daelmans        | Peter Willemsens       |
| 1997 | Paul Herijgers       | Peter Willemsens     | Arne Daelmans          |
| 1998 | Arne Daelmans        | Peter Willemsens     | Alex Moonen            |
| 1999 | Sven Nys             | Arne Daelmans        | Erwin Vervecken        |
| 2000 | Arne Daelmans        | Bart Wellens         | Kipcho Volckaerts      |
| 2001 | Bart Wellens         | Erwin Vervecken      | Sven Vanthourenhout    |
| 2002 | Arne Daelmans        | Wim Jacobs           | Mario De Clercq        |
| 2003 | Ben Berden           | Bart Wellens         | Arne Daelmans          |
| 2004 | Richard Groenendaal  | Mario De Clercq      | Sven Vanthourenhout    |
| 2005 | Sven Nys             | Davy Commeyne        | Sven Vanthourenhout    |
| 2006 | Gerben de Knegt      | Sven Nys             | Erwin Vervecken        |
| 2007 | Niels Albert         | Sven Nys             | Jonathan Page          |
| 2008 | Niels Albert         | Bart Wellens         | Lars Boom              |
| 2009 | Sven Nys             | Niels Albert         | Sven Vanthourenhout    |
| 2010 | Bart Wellens         | Zdeněk Štybar        | Kevin Pauwels          |
| 2011 | Niels Albert         | Zdeněk Štybar        | Bart Aernouts          |
| 2012 | Niels Albert         | Zdeněk Štybar        | Kevin Pauwels          |
| 2013 | Niels Albert         | Klaas Vantornout     | Jim Aernouts           |
| 2014 | Niels Albert         | Tom Meeusen          | Kevin Pauwels          |
| 2015 | Wout Van Aert        | Kevin Pauwels        | Laurens Sweeck         |
| 2016 | Kevin Pauwels        | Wout Van Aert        | Tom Meeusen            |
| 2017 | Wout Van Aert        | Mathieu van der Poel | Tom Meeusen            |
| 2018 | Mathieu van der Poel | Laurens Sweeck       | David van der Poel     |
| 2019 | Kevin Pauwels        | Toon Aerts           | Tom Meeusen            |
| 2020 | Laurens Sweeck       | Toon Aerts           | Michael Vanthourenhout |
| 2021 | Laurens Sweeck       | Quinten Hermans      | Lars van der Haar      |

### Donne Elite
Aggiornato all'edizione 2021.
| Anno | Vincitrice           | Seconda                | Terza                |
| ---- | -------------------- | ---------------------- | -------------------- |
| 2001 | Daphny van den Brand | Reza Ravenstijn-Hormes | Louise Robinson      |
| 2003 | Daphny van den Brand | Reza Ravenstijn-Hormes | Anja Nobus           |
| 2004 | Daphny van den Brand | Marianne Vos           | Anja Nobus           |
| 2005 | Hanka Kupfernagel    | Marianne Vos           | Daphny van den Brand |
| 2006 | Daphny van den Brand | Marianne Vos           | Hanka Kupfernagel    |
| 2008 | Daphny van den Brand | Saskia Elemans         | Sanne Cant           |
| 2009 | Marianne Vos         | Daphny van den Brand   | Sanne Cant           |
| 2010 | Marianne Vos         | Daphny van den Brand   | Sanne Cant           |
| 2011 | Daphny van den Brand | Sanne Cant             | Helen Wyman          |
| 2012 | Daphny van den Brand | Marianne Vos           | Sanne van Paassen    |
| 2013 | Sanne Cant           | Sabrina Stultiens      | Helen Wyman          |
| 2014 | Sanne Cant           | Loes Sels              | Helen Wyman          |
| 2015 | Sanne Cant           | Nikki Harris           | Loes Sels            |
| 2016 | Sanne Cant           | Loes Sels              | Maud Kaptheijns      |
| 2017 | Sanne Cant           | Laura Verdonschot      | Maud Kaptheijns      |
| 2018 | Loes Sels            | Maud Kaptheijns        | Annemarie Worst      |
| 2019 | Annemarie Worst      | Loes Sels              | Yara Kastelijn       |
| 2020 | Annemarie Worst      | Denise Betsema         | Inge van der Heijden |
| 2021 | Denise Betsema       | Sanne Cant             | Inge van der Heijden |

### Uomini Under-23
Aggiornato all'edizione 2019.
| Anno | Vincitore             | Secondo              | Terzo                   |
| ---- | --------------------- | -------------------- | ----------------------- |
| 2003 | Wim Jacobs            | Bart Aernouts        | Cyrille Bonnand         |
| 2004 | Bart Aernouts         | Kevin Pauwels        | Martin Zlámalík         |
| 2005 | Niels Albert          | Kevin Pauwels        | Bart Dirkx              |
| 2006 | Niels Albert          | Eddy van Ijzendoorn  | Zdeněk Štybar           |
| 2007 | Dieter Vanthourenhout | Rob Peeters          | Eddy van IJzendoorn     |
| 2008 | Tom Meeusen           | Vincent Baestaens    | Ramon Sinkeldam         |
| 2009 | Tom Meeusen           | Jim Aernouts         | Kenneth Van Compernolle |
| 2010 | Jim Aernouts          | Lars van der Haar    | Kenneth Van Compernolle |
| 2011 | Lars van der Haar     | Jim Aernouts         | Tijmen Eising           |
| 2012 | Wietse Bosmans        | Arnaud Jouffroy      | Micki van Empel         |
| 2013 | Wout Van Aert         | Laurens Sweeck       | Corné van Kessel        |
| 2014 | Yorben Van Tichelt    | Mathieu van der Poel | Wout Van Aert           |
| 2015 | Diether Sweeck        | Daan Soete           | Yorben Van Tichelt      |
| 2016 | Daan Soete            | Quinten Hermans      | Adam Ťoupalík           |
| 2017 | Eli Iserbyt           | Quinten Hermans      | Thijs Aerts             |
| 2018 | Thijs Aerts           | Adam Ťoupalík        | Stijn Caluwe            |
| 2019 | Maik van der Heijden  | Niels Vandeputte     | Ryan Kamp               |

### Uomini Juniors
Aggiornato all'edizione 2021.
| Anno | Vincitore                             | Secondo                               | Terzo                                 |
| ---- | ------------------------------------- | ------------------------------------- | ------------------------------------- |
| 2003 | Niels Albert                          | Sławomir Pituch                       | Jeroen Dingemans                      |
| 2004 | Niels Albert                          | Bart Verschueren                      | Maxime Debusschere                    |
| 2005 | Tom Meeusen                           | Wim Leemans                           | Kevin Cant                            |
| 2006 | Tom Meeusen                           | Boy van Poppel                        | Jim Aernouts                          |
| 2007 | Vincent Baestaens                     | Joeri Adams                           | Kristof Cop                           |
| 2008 | Stef Boden                            | Wietse Bosmans                        | Geert van der Horst                   |
| 2009 | Tijmen Eising                         | Wietse Bosmans                        | Lars van der Haar                     |
| 2010 | Laurens Sweeck                        | David van der Poel                    | Gianni Vermeersch                     |
| 2011 | Laurens Sweeck                        | Yorben Van Tichelt                    | Wout Van Aert                         |
| 2012 | Mathieu van der Poel                  | Wout Van Aert                         | Daan Soete                            |
| 2013 | Mathieu van der Poel                  | Martijn Budding                       | Thijs Aerts                           |
| 2014 | Yannick Peeters                       | Stijn Caluwe                          | Thijs Aerts                           |
| 2015 | Eli Iserbyt                           | Maik van der Heijden                  | Mitch Groot                           |
| 2016 | Jens Dekker                           | Mitch Groot                           | Toon Vandebosch                       |
| 2017 | Jelle Camps                           | Ryan Kamp                             | Toon Vandebosch                       |
| 2018 | Niels Vandeputte                      | Ryan Kamp                             | Witse Meeussen                        |
| 2019 | Witse Meeussen                        | Lennert Belmans                       | Wout Vervoort                         |
| 2020 | Jente Michels                         | Ward Huybs                            | Yorben Lauryssen                      |
| 2021 | annullato per la pandemia di COVID-19 | annullato per la pandemia di COVID-19 | annullato per la pandemia di COVID-19 |